# Chelsea Charms
Chelsea Charms, née  le 7 mars 1976 à Minneapolis-Saint Paul, dans le Minnesota, est une modèle, strip-teaseuse et actrice pornographique américaine.
Elle s'est rendue célèbre par ses très gros implants mammaires.

## Biographie
Lors d'une interview télévisée sur le tournage de This Morning en mai 2011, Charms déclare aux animateurs de l'émission que sa taille de buste était actuellement de 164XXX et que chaque implant pèse 50 pounds.
Charms subit une augmentation mammaire à trois reprises. La première augmentation l'a élargie à un bonnet DD, la seconde à HH. Ces deux premières augmentation sont exécutées avec des sacs salins. La troisième intervention chirurgicale implante du polypropylène, qui a depuis été abandonné en tant que procédure courante aux États-Unis et dans l'Union européenne (UE). La particularité de ces implants est qu'ils ont la capacité d'augmenter de volume en absorbant les fluides du corps. Son médecin estime que ses implants ont atteint une taille de plus de 15 000 cm3 chacun en octobre 2011. Elle déclare sur son site web que ce chiffre était passé à 18 000 cm3 à l'été 2014, puis à 21 000 cm3 partir de décembre 2014.
Chelsea Charms fait l'objet d'un travail de l'artiste britannique Marc Quinn sur les personnes qui manipulent leur corps.